# Glaucopsyche ocellata
Glaucopsyche ocellata är en fjärilsart som beskrevs av Mezger 1927. Glaucopsyche ocellata ingår i släktet Glaucopsyche och familjen juvelvingar. Inga underarter finns listade i Catalogue of Life.